# Инструментальная сталь
Инструмента́льная углеро́дистая сталь — сталь с содержанием углерода от 0,7 % и выше. Эта сталь отличается высокой твёрдостью и прочностью (после окончательной термообработки) и применяется для изготовления инструментов. Выпускается по ГОСТ 1435-99 следующих марок: У7, У8, У8Г, У9, У10, У11, У12, У7А, У8А, У8ГА, У9А, У10А, У11А, У12А. Стандарт распространяется на углеродистую инструментальную горячекатаную, кованую, калиброванную сталь, серебрянку.
Инструментальная углеродистая сталь делится на качественную и высококачественную. Содержание серы и фосфора в качественной инструментальной стали — 0,03 % и 0,035 %, в высококачественной — 0,02 % и 0,03 % соответственно. К группе качественных сталей относятся марки стали без буквы А в конце маркировки, к группе высококачественных сталей, с пониженным содержанием серы и фосфора, а также вредных примесей других элементов — марки стали с буквой А. Буквы и цифры в обозначении этих марок стали означают: У — углеродистая, следующее за ней число — среднее содержание углерода в десятых долях процента, Г — повышенное содержание марганца, А — повышенного качества.
Достоинство углеродистых инструментальных сталей состоит, в основном, в их малой стоимости и достаточно высокой твёрдости по сравнению с другими инструментальными сталями. К недостаткам следует отнести малую износостойкость и низкую теплостойкость — при нагреве режущей кромки инструмента свыше 250—300 °C происходит отпуск закалки с потерей твёрдости.
Выпускается в виде прутков круглого, квадратного и шестиугольного сечения, мотков проволоки, листов, полос.

## Классификация инструментальных сталей
Помимо нелегированной углеродистой стали к инструментальным сталям относятся:
- Сталь инструментальная легированная.
- Сталь инструментальная валковая.
- Сталь инструментальная штамповая.
- Сталь инструментальная быстрорежущая.

## Применение инструментальной углеродистой стали
По назначению инструментальная сталь делится на сталь для режущих инструментов, измерительных инструментов и штамповые стали. Спеченные твёрдые сплавы входят в отдельную группу. 
1. У7, У7А Для инструментов по дереву: топоров колунов, стамесок, долот; пневматических инструментов небольших размеров: зубил, обжимок, бойков; кузнечных штампов; игольной проволоки; слесарно-монтажных инструментов: молотков, кувалд, бородков, отвёрток, комбинированных плоскогубцев, острогубцев, боковых кусачек, рыболовных крючков и др.
2. У8, У8А, У8Г, У8ГА, У9, У9А Для изготовления инструментов, работающих в условиях, не вызывающих разогрева режущей кромки и обработки дерева: фрез, зенковок, поковок, топоров, стамесок, долот, пил продольных и дисковых; накатных роликов, плит и стержней для пресс-форм литья под давлением оловянно-свинцовистых сплавов. Для слесарно-монтажных инструментов: обжимок для заклепок, кернеров, бородков, отвёрток, комбинированных плоскогубцев, острогубцев, боковых кусачек. Для калибров простой формы и пониженных классов точности; холоднокатаной термообработанной ленты толщиной от 2,5 до 0,02 мм, предназначенной для изготовления плоских и витых пружин и пружинящих деталей сложной конфигурации, клапанов, щупов, бёрд, ламелей двоильных ножей, конструкционных мелких деталей, в том числе для часов и т. д.
3. У10А, У12А Для сердечников.
4. У10, У10А Для игольной проволоки.
5. У10, У10А, У11, У11А Для изготовления инструментов, работающих в условиях, не вызывающих разогрева режущей кромки; обработки дерева: пил ручных поперечных и столярных, пил машинных столярных, сверл спиральных; штампов холодной штамповки (вытяжных, высадочных, обрезных и вырубных) небольших размеров и без резких переходов по сечению; калибров простой формы и пониженных классов точности; накатных роликов, напильников, шаберов слесарных и др. Для напильников, шаберов холоднокатаной термообработанной ленты толщиной от 2,5 до 0,02 мм, предназначенной для изготовления плоских и витых пружин и пружинящих деталей сложной конфигурации, клапанов, щупов, берд, ламелей двоильных ножей, конструкционных мелких деталей, в том числе для часов и т. д.
6. У12, У12А Для метчиков ручных, напильников, шаберов слесарных; штампов для холодной штамповки, обрезных и вырубных небольших размеров и без резких переходов по сечению, холодновысадочных пуансонов и штемпелей мелких размеров, калибров простой формы и пониженных классов точности.
7. У13, У13А Для инструментов с повышенной износостойкостью при умеренных и значительных удельных давлениях (без разогрева режущей кромки); напильников, бритвенных лезвий и ножей, острых хирургических инструментов, шаберов, гравировальных инструментов.